# Nikola Jambrošić
Nikola Jambrošić (Podturen, 19. studenoga 1921. – Zagreb, 25. listopada 1993.) bio je hrvatski glazbenik (violinist) i sudionik križnoga puta 1945. godine.

## Djetinjstvo i mladost
Rođen je u obitelji Đure i Franciske Jambrošić (rođene Munđar) u mjestu Podturen, tada u sklopu kotara Varaždin, u Kraljevini SHS / Jugoslaviji. Otac mu je bio gostioničar, a imao je ugostiteljski objekt u Varaždinu do 1947. godine. Imao je i mlađeg brata, Dragutina, koji je živio i radio u Varaždinu te bio zaposlen kao činovnik u tekstilnoj industriji. Pučku školu završio je 1932. u Varaždinu, a potom je upisao gimnaziju koju je pohađao u Varaždinu do 1936.godine kada mu je otac financijski propao i bio prisiljen zatvoriti gostionicu te pronaći posao, stoga se zaposlio u jednom odvjetničkom uredu u Varaždinu gdje je radio do 1939. godine, a od tih je sredstava uzdržavao obitelj. Iste je godine njegov otac Đuro Jambrošić ponovno otvorio gostionicu, a Nikola Jambrošič mogao je upisati glazbenu školu u Varaždinu. Nakon izbijanja Drugog svjetskog rata, okupacije Jugoslavije i proglašenja NDH u srpnju 1941. dobio poziv za služenje vojnog roka u hrvatskom domobranstvu u Zagrebu.

## Drugi svjetski rat i križni put

### Drugi svjetski rat
U razdoblju Drugog svjetskog rata cijelo je vrijeme proveo u Zagrebu gdje je bio smješten u Rudolfovoj vojarni, osim jednog kraćeg razdoblja kada je boravio privatno u stanu jednog domobranskog časnika. Cijelo to vrijeme služenja vojnog roka paralelno je pohađao glazbenu školu u Zagrebu gdje ga je podučavao glazbeni pedagog Vaclav Huml. Potom je pristupio ustaškoj vojnici kao član glazbenog orkestra PTS-a (Poglavnikov tjelesni zdrug) gdje je radio kao glazbenik (violinist) u činu vodnika. U svibnju je 1945. godine sudjelovao je u povlačenju iz Zagreba prema Sloveniji i dalje prema Austriji gdje su se snage vojske NDH nadale predati Britancima i Amerikancima. O atmosferi toga vremena jasno svjedoči Jambrošić u intervjuu novinaru časopisa Start iz srpnja 1990.: 
"Pričalo se još u Zagrebu, jer kraj se znao, sve je bilo očito, da će se organizirati nekakva obrambena linija i zaustaviti partizani kod Zagreba. Onda se tumačilo da je došlo do izmjene toga plana, pošto bi Zagreb teško stradao, a također i stotine , tisuće bjegunaca od bombardiranja, jer bi Amerikanci i Englezi bombardirali Zagreb, tako da bi Zagreb bio uništen, a mi nemamo ni oružja ni avijacije da se suprostavimo. Uostalom, sami smo znali da nismo imali municije... Prema tome, svaki je otpor bio suvišan i idemo u povlačenje, idemo Englezima. Pričalo se da će doći do sukoba Istoka i Zapada, da tako kažem slikovito, i da ćemo mi onda iznova naoružani, pripremljeni, izvježbai ući u taj sukob, a da će glavni udar preuzeti poljska armija s generalom Andersom, da su Poljaci već u Italiji i da ih ima 300.000." 
U nastavku Jambrošić navodi kako je u javnost puštena glasina da vlasti NDH vode pregovore s Britancima: 
"Pričalo se da se vode pregovori. Da je dogovoreno, to nije rečeno, Nije rečeno da je perfektuirano. Nego da se vode pregovori, da se još uvijek pregovara, i da je to kao gotovo, kao gotovo! Mi smo u to naivno povjerovali, a kako nam ova nadolazeća strana nije bila simpatična dali smo se na povlačenje. Po meni to je bio sukob dviju ideologija, fašizma i komunizma, u kojemu je treći mastio bradu..." 

### Povlačenje u Sloveniju 1945.
Na povlačenje je krenuo sa svojom jedinicom iz Zagreba, točnije iz Rudolfove vojarne, gdje je bio stacioniran kao pripadnik vojne muzike ustaške vojnice odnosno PTS-a. U svojem iskazu novinarima magazina Start u srpnju 1990. naveo je da tada još nije završio glazbeni studij, ali je bio pred diplomom. Još u travnju 1945. svjedočio je velikom priljevu izbjeglica u Zagreb i tadašnjoj atmosferi koja je vladala u tada, po njegovom kazivanju, skoro udvostručenom stanovništvom Zagreba i vojsci za koju kaže da je pred slom Njemačke, 8.svibnja 1945., i povlačenje iz Zagreba, barem u njegovoj vojarni, vojska bila pod posebnim pripremama. Na put za povlačenje krenuli su rano jutro oko 5 ili 6 sati 8.svibnja 1945.godine i bili su među posljednjima koji su napustili Zagreb pred dolaskom partizana. Krenuli su pješke iz vojarne Ilicom preko Črnomerca dalje preko samoborskog gorja. Prošli su pokraj Novih Dvora u Zaprešiću gdje je tih dana zadnju sjednicu imao poglavnik Ante Pavelić, već u bijegu. Dalje navod Jambrošić da su putovi bili zakrčeni brojnim vojnim vozilima, seljačkim kolima, mnoštvom vojske gdje su prevladavali domobrani uz prisustvo mnoštva civila.
Naveo je kako je na putu kroz Sloveniju u nekoliko prigoda zapazio domobranskog generala Slavka Štancera, kako s oficirima promatra kolonu u pokretu. Jambrošić se nalazio u koloni koja je preko Celja išla pravac Slovenj Gradeca te dalje do Dravograda, ali su bili prisiljeni skrenuti s puta, prema Bleiburgu, gdje su stigli na dan kad su se održavali pregovori s Englezima, 15.svibnja 1945.godine. Dolaskom na Loibaško polje ispred grada Bleiburga, prema Jambrošićevu navođenju, u 17 sati toga dana, stiže naređenje da se položi oružje i izvjese bijele zastave. Navodi dalje Jambrošić, kako je tada došlo do galame, kako su se pripadnici Bobanove Crne legije opirali polaganju oružja, te su se odlučili na proboj, dok je ostatak vojske, pretežito domobrana, i civili odlučili na mirnu predaju. Naveo je kako su ispred njih Englezi postavili tenkovski kordon, kroz koji su morali proći, nakon što su polagali oružje, te su ih Englezi prebrojavali, kako navodi Jambrošić, primjetio je da su njihovi časnici stajali na tenkovima, te je primjetio jednog kako je imao u ruci notes i brojao kolonu prethodno poredanu u desetorede, te su ih od Engleza u tom trenutku, po Jambrošićevu navođenju, preuzeli Bugari, da bi ih tek ovi na povratku, nekoliko kilometara dalje od Bleiburga, ali još u granicama Austrije, predali jugoslavenskim partizanima, koji ih odvode do Dravograda i dalje sprovode prema Mariboru.

### Križni put
Nakon prelaska mosta preko Dravograda, put do Maribora je, prema Jambrošićevom iskazu, trajao tri do četiri dana, vraćaju se pješke, po danu i po noći, te dolazi do strijeljanja onih koji posustaju, stalno se čuje pucnjava i neprestano vikanje čuvara koji su pješice pratili kolonu, a u koloni se pronio glas kako strijeljaju sve one koji imaju dugu kosu, tzv. tarzanicu, jer su partizani smatrali da samo ustaše nose takav tip frizure. Po dolasku u Maribor, navodi dalje Jambrošić, među zarobljenicima se pronio glas kako su partizani pobili najmanje 30 000 tih dugokosih mladića. Negdje na periferiji Maribora, njegovu jedinicu je zapazio jedan partizanski oficir, te ih je izvukao iz kolone, njih dvadesetak glazbenika, te mu je njihov zapovjedik objašnjavao kako su oni vojni glazbenici, na što mu partizan odgovora "a Vi ste ustaše?", na što im prilazi drugi partizanski oficir i glasno govoreći ostalim partizanima, govori kako bi ih "trebalo sve postreljati, to je banda! Oni su svirali bandi, dizali moral bandi. To treba sve poubijati!" Našao se tu i jedan drugi oficir, koji je iskazao: "Drugovi, nema smisla. Zašto ih strijeljati? Svirali su bandi, sad će i nama, što ne bi?" Na što su se okupljeni složili, i pozvali da izađu iz kolone svi kojima su ostali instrumenti, ali Jambrošić tu nije dolazio u obzir, jer je prethodno izgubio violinu pri povlačenju. Grupa je, ne promijenivši uniforme glazbenog orkestra PTS-a, već samo stavivši na kape partizanske oznake, krenila svirajući iz Maribora prema Deutschlandsbergu, dijelu Austrije koji su partizani okupirali, gdje su se pridružili jednom partizanskom pjevačkom zboru, kojeg su sačinavale uglavnom djevojke od 16 do 17 godina. Jedan njegov bivši suborac i orkestra se upoznao s jednom djevojkom iz te partizanskog pjevačkog zbora, te mu je naveo kako je ona negdje oko 20.svibnja 1945., samo nestala, da bi se potom odnekud pojavila nakon tri dana, da bi na njegovo pitanje gdje je bila dobio odgovor; "Sve smo ih pobili, njih 30 000! I tebe ću, i ti si ustaša!" Da bi zatim dobila padavicu i zapala u trans, na što su priskočili komesar i delegat, te su ga žurno pitali: "Što ti je govorila? Što ti je rekla?" Dalje je naveo Jambrošić, kako se njegova bivša grupa iz PTS-a, vratila u Maribor, te su se vlakom vozili do Petrovaradina, da bi pješke svirajući stigli u Vršac, gdje su dobivši vojne knjižice pristupili jedinicama Jugoslavenske armije.

S druge strane, Jambrošića je zadesila druga sudbina, u Mariboru su grupu u kojoj je bio skrenuli u jedno dvorište i poredali ih uza zid.
"Pred nama četa partizana s njihovim komandirom. Palo je naređenje: Skidaj se! Morali smo se skinuti do gologa, sasvim. Isto su radili i njihovi vojnici preko puta nas. Skidamo se mi, skidaju se oni. Na nama su bile one naše nove uniforme, na njima njihove onakve kakve su imali. Taj preda mnom bio je krupan momak, imao je neku njemačku bluzu s prekratkim rukavima, valjda od pranja, parenja zbog ušiju. I nosio je one srpske čojane hlače. Veš na sebi nije imao. On uzima moje, ja njegovo. Tragikomično. Jedina je bila sreća da je on imao nogu broj 43, ja broj 41, tako da su mi ostale moje dobre cipele, a on je ostao u svojim cokulama. (...) Nakon presvlačenja, ili kostimiranja ako hoćete, njihov komandant naredi njima puške na gotovs. Oni repetiraju, spremni da pucaju. Komanda: Nišani! U to izjuri iz kuće jedna žena s djetetom na ruci, Slovenka, vrišti: Ne boste streljali tu, ne dam, ne dam! Bacila se komandantu pod noge. Spasila nas je!" 
Tada ih u Mariboru vode na željezničku stanicu i kasno navečer, oko 21 ili 22 sata, čekaju ukrcavaje u željezničke vagone, neki govore da ih vode u Sibir, svašta se moglo čuti, navodi Jambrošić. Potom im prilaze partizani, te idu od jednog do drugog zarobljenika u potrazi za dragocjenostima, nalivpero, sat upaljač, spominje jednog Nijemca kojeg ubijaju zbog naočala.  Slijedilo je ukrcavanje u vagone, u vagonu je bila izmješana skupina zarobljenika, navodi civile, domobrane, a ustaša je bilo najmanje. U kompoziciji od 15 do 20 teretnih vagona su se vozili do Dugog Sela, te je to trajalo dva dana, cijelo to vrijeme nisu dobili hranu i piće, a ostavljali su ih u zatvorenim vagonima, gdje su ih ugurali oko stotinjak, te su u vagonima cijelo vrijeme morali stajati na nogama, a na pokrajnjim stanicama vlak je znao satima stajati po žarkom Suncu, te je u njegovoj blizini, navodi Jambrošić, jedan čovjek umro. U Dugom Selu izlaze iz vagona, tu su i prespavali, te su se zaputili u Bjelovar, gdje su stigli oko 20. svibnja 1945., da bi bili smješteni u bivšu oružničku kasarnu koja je pretvorena u zarobljenički logor. U Bjelovaru su boravili samo jedan dan, da bi potom išli put Osijeka, gdje su stigli 24. svibnja 1945., te su smješteni u nekoj kasarni, njih oko 10 000, te su dobili prvi topli obrok nakon dugo vremena. Najednom, navodi dalje Jambrošić, odlučuju ih vratiti natrag, preko Podravske Slatine, Virovitice, Đurđevca i Bilogore, natrag u Bjelovar. Jednom prilikom, kada su zastali da prenoće u jednom mjestu, poslije ledene kiše i hladnoće, njih nekoliko zarobljenika se odlučuju od ostataka razrušene barake zapaliti vatru kako bi se ugrijali, ali im na to dolazi jedan partizanski kapeta:
"A tako, bando! Niste dosta razarali četiri godine, rušili i palili, nego to sad i ovdje radite! Mi jadni pokušavamo ga uvjeriti da smo mokri, da drhtimo od hladnoće. On niti da čuje, naređuje nekom postarijem partizanskom vodnku: Zapiši ih sve sutra za strijeljanje! Vodnik, neki Zagorac, obilazi nas: Kak se ti zoveš? Kak se ti zoveš?... Mi odgovaramo. Sutradan za ručak onaj kapetan objavljuje: Zbog rušenja, paljenja itd. osuđuju se na smrt taj i taj, taj i taj... U nama se sve presjeklo, pratimo pročitana imena i prezimena. Ali to nismo mi, to su neki drugi. Gdje su ovi koje sam prozvao? Tko ih poznaje? Žestio se kapetan. Zamislite, taj vodnik, on je bio zapisao neka bezvezna imena, izmislio ih je!" 
Uskoro 14. lipnja 1945., na blagdan Tijelova, zaputili su se na put preko Bilogore, prema Virovitici, njih 10 000 vode kroz neka sela, u hrvatskim selima, žene im daju malo vode, polijevaju ih, raspituju se o svojim najmilijima, potom prolaze kroz srpska sela, gdje ih drugačije dočekuju, napadaju ih i i žene viču za njima, prokazuju kako su im navodno pojedini zarobljenici iz kolone ubili sina, kćer, zapalili kuću, na što se čuje pucnjava, bivaju ubijeni neki od onih na koje su upirali prstom. Dolaskom u Viroviticu, zastaju pokraj ceste, Jambrošića je zapalo da bude među posljednjima u koloni, te čuje kako izvještavaju komandanta kako je 1800 zarobljenika na broju.
Nakon toga, opet ih gone preko Podravske Slatine, natrag u Osijek, pa onda opet iz Osjeka u Podravsku Slatinu, gdje su ih navodno počeli cijepiti, ali se Jambrošić, zbog glasina koje su kružile da to nije cjepivo, nego otrov, sakrio i nije primio cjepivo. Navodi dalje Jambrošić, kako su svi cjepljeni dobili visoku temperaturu, te su sve njih zarobljenike utovarili na otvorene vagone, i prebacili, sada njih 1200, iz Podravske Slatine za Zemun, te su ovi umrli od posljedica upale pluća koje su zadobili u vagonima. Ostatak se kolone iz Zemuna zaputio pješke prema Beogradu, gdje su ih uputili za Užice, gdje ih 19. srpnja 1945. stiglo njih 800. U Užicama su ih podijelili na bataljune, te su vršili radove na cesti, popravke kuća i sl. Njegova grupa od 4 -5 glazbenika, je susrela jednog partizana, isto glazbenika, te su ga pitali da li im trebaju glazbenici, na što je ovaj otisao kod kapetana, koji se kod nadređenih zauzeo za njih. Tako da im je taj period boravka u Užicama, od 19.srpnja do 26. kolovoza ušao u vojnu knjižicu, da bi uskoro bili otpušteni kućama, te su se 26. kolovoza 1945. s valjanim propusnicama mogli vratiti doma.

## Karijera u socijalističkoj Jugoslaviji

### Povratak u normalan život
U svibnju 1945. sudjelovao je u povlačenju prema Sloveniji gdje ga je zarobila jedinica Jugoslavenske armije (JA), te se dva mjeseca nalazio u zarobljeništvu u logoru u Bjelovaru kako bi potom bio mobiliziran u 37. diviziju JA u Užici gdje je proveo dva i pol mjeseca. Demobiliziran je krajem kolovoza 1945. godine i tada se vratio u Varaždin gdje je od jeseni iste godine bio nastavnik u glazbenoj školi, školska godina 1946./1947.godine. Godine 1948./1949. služi vojsku u Đakovici, na Kosovu. 
Po povratku iz vojske bio je od 1949. do 1953. koncertni majstor varaždinskog Gradskog orkestra uz koji je nastupao i solistički te kao dirigent 1952. godine. U razdoblju od 1953. do 1957. bio je koncertni majstor orkestra osječkog HNK te je bio jedan od osnivača i članova Osječkog kvarteta. Tada je bio i profesor violine u glazbenoj školi u Osijeku. Otišao je u Zagreb gdje je od 1957. do 1965. bio koncertni majstor Simfonijskog orkestra RTV Zagreb, član Komornog orkestra RTV Zagreb, Zagrebačkog kvarteta i Zagrebačke filharmonije. 
Nakon karijere u Zagrebu otvorila mu se prilika za inozemne pozornice pa je od 1965. do 1966. godine bio član Simgonijskoga i Komornog orkestra u Kairu u Egiptu, a onda, od 1966. do 1972. godine, bio koncertni majstor Den Norske Opere u Oslu u Norveškoj. Po povratku u Jugoslaviju 1972. bio je član orkestra HNK u Zagrebu sve do odlaska u mirovinu 1979.godine. Kao umirovljenik, od 1979. do 1985. godine, radio je kao honorarni član orkestra Teatro Verdi u Trstu u Italiji.
Nikola Jambrošić jedan je od istaknutijih nositelja violinističke škole profesora Vaclava Humla i napočetku karijere bio je zapažen u izvedbi kao solist, interpetator koncertantnih skladbi Wolfganga Amadeusa Mozarta, Ludwiga von Beethovena, Edouarda Laloa, a kasnije se istaknuo i smislom za komorno muziciranje.

### Pod nadzorom UDB-e
U ožujku 1948. poslan je na odsluženje vojnog roka u Đakovicu, grad na jugozapadu Kosova, te je zbog tadašnje klime oko IB-a bio osumnjičen da se neprijateljski izražavao o jugoslavenskom CK-u, te kako se šovinistički odnosio prema pojedinim vojnicima, pripadnicima makedonske nacionalnosti. Vojno tužilaštvo je 15. rujna 1948. otvorilo kaznenu istragu u JA, protiv Jambrušića, da bi dana 19. studenoga 1948. donijelo rješenje kojim se obustavlja kazneni postupak. Demobiliziran je iz JA u proljeće 1949. S obzirom da je tijekom služenja vojnog roka bio sumnjičen da se izjasnio o rezoluciji IB-a, bio je registriran u kartoteci UDB-e Hrvatske, IV. odsjeka, da bi zbog navodnog pristajanja uz rezoluciju IB-a, i u kasnijim razdobljima socijalističke Jugoslavije, 1970., Služba državne sigurnosti (SDS) vršila provjeru, te su iznijeli zapažanje kako nisu primijetili da se Jambrošić ili netko iz njegove uže obitelji negativno izražavao protiv društveno - političkog uređenja Jugoslavije.  

## Demokratske promjene u suvremenoj Hrvatskoj
Uslijed demokratskih promjena u Hrvatskoj istupio je u javnosti davši intervju novinaru časopisa Start, Aleksandru Vojinoviću, u srpnju 1990. govoreći otvoreno o tome što je u kritičnim događajima završetka Drugog svjetskog rata u Jugoslaviji doživio na povlačenju iz Zagreba kroz Sloveniju i kako je dospio na Loibaško polje kod austrijskog grada Bleiburga gdje su ih po njegovim navodima prebrojavali Englezi, a preuzeli Bugari da bi ih ovi potom predali jedinicama Jugoslavenske armije.
Svojim je iskazom kao izravni sudionik događaja iz 1945. sudjelovao i u antologijskoj trodijelnoj dokumentarnoj seriji Bleiburg – naličje pobjede emitiranoj na HTV-u 1990. gdje je HRT prvi put obradio dugo godina u Hrvatskoj i Jugoslaviji prešućivane događaje s kraja Drugog svjetskog rata poznate pod nazivom Križni put 1945. godine. Scenaristica serije bila je Lada Džidić, a režiser je bio Danko Volarić.
Umro je u Zagrebu 25. listopada 1993. godine. 